# Zdzisław Regulski
Zdzisław Regulski (ur. 15 sierpnia 1930, zm. 12 października 2014 w Warszawie) – polski dyplomata; ambasador w Japonii (1972–1975).

## Życiorys

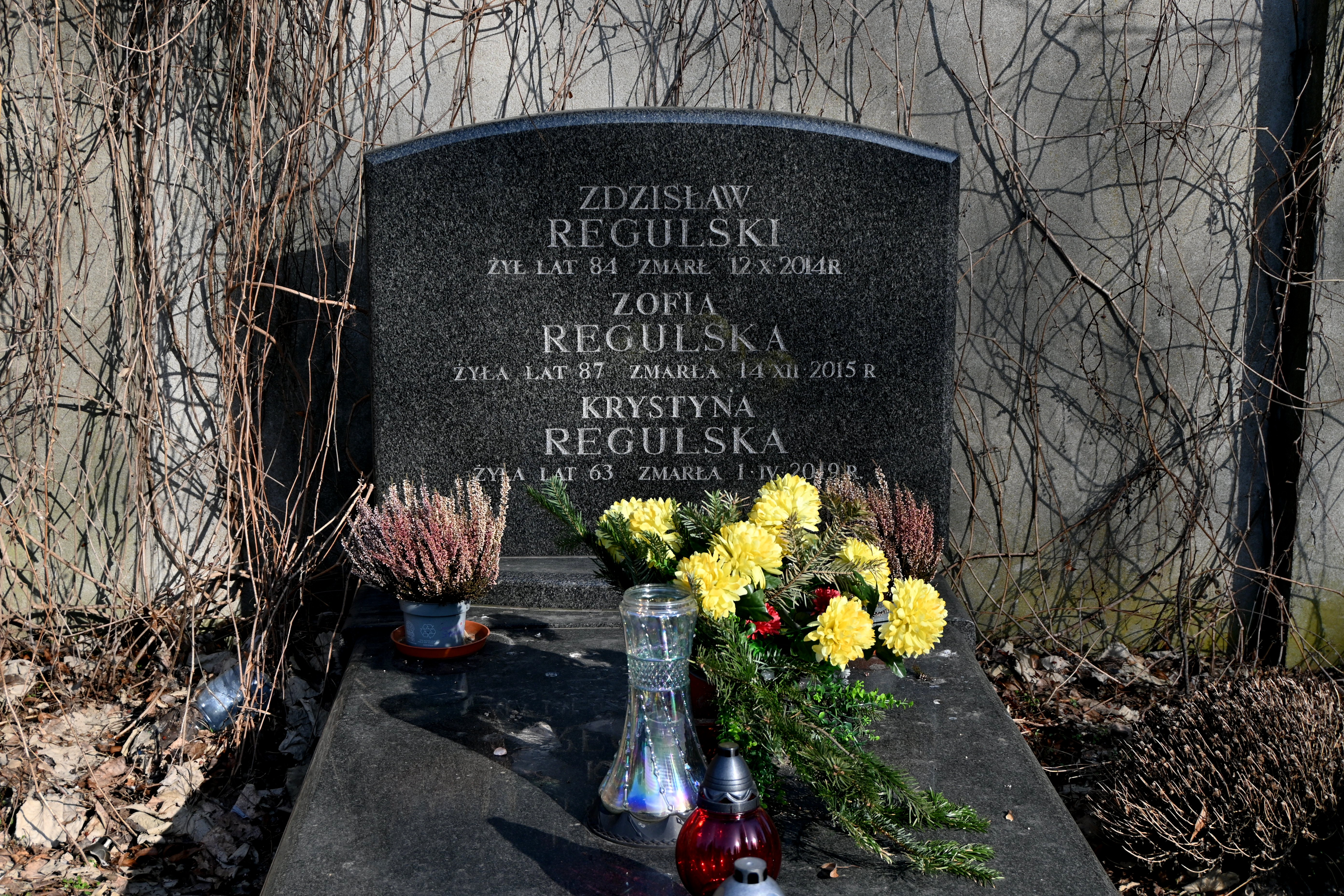
Grób Zdzisława Regulskiego na Cmentarzu ewangelicko-reformowanym w Warszawie

Absolwent Wydziału Handlu Zagranicznego Szkoły Głównej Służby Zagranicznej.
Pracował na stanowiskach kierowniczych w Ministerstwie Handlu Zagranicznego oraz w przedsiębiorstwach handlu zagranicznego w Republice Federalnej Niemiec i attaché handlowy w Tel Awiwie. Od 1972 do 1975 był ambasadorem w Japonii, od 1974 akredytowanym także na Filipinach.
Syn Andrzeja i Józefy. Mąż Zofii. Ojciec Jolanty i Krystyny. Pochowany na cmentarzu ewangelicko-reformowanym w Warszawie (kwatera 18-7-3).